# Castelnau-de-Mandailles
Castelnau-de-Mandailles (okzitanisch Castèlnau de Mandalhas) ist eine französische Gemeinde mit 567 Einwohnern (Stand 1. Januar 2022) im Département Aveyron in der Region Okzitanien (vor 2016 Midi-Pyrénées). Sie gehört zum Arrondissement Rodez und zum Kanton Lot et Palanges. Die Einwohner werden Castelnauois und Mandaillois genannt.

## Geographie
Castelnau-de-Mandailles liegt etwa 39 Kilometer ostnordöstlich von Rodez. Der Ort liegt am das Flüsschen Mousseaux, einem Zufluss des Lot, der die Gemeinde im Süden begrenzt. Das Gemeindegebiet gehört zum Regionalen Naturpark Aubrac. Umgeben wird Castelnau-de-Mandailles von den Nachbargemeinden Condom-d’Aubrac im Nordwesten und Norden, Saint-Chély-d’Aubrac im Norden und Nordosten, Prades-d’Aubrac im Osten, Sainte-Eulalie-d’Olt im Südosten und Süden, Lassouts im Süden und Südwesten sowie Saint-Côme-d’Olt im Westen.

## Bevölkerungsentwicklung
| Jahr                       | 1962 | 1968 | 1975 | 1982 | 1990 | 1999 | 2006 | 2019 |
| Einwohner                  | 730  | 612  | 545  | 527  | 521  | 528  | 548  | 575  |
| Quellen: Cassini und INSEE |      |      |      |      |      |      |      |      |

## Sehenswürdigkeiten
- Kirche Saint-Julien von Le Cambon aus dem 12. Jahrhundert, Monument historique seit 1924
- Kirche Saint-Pierre in Mandailles aus dem 16. Jahrhundert, Monument historique seit 1928
- Burg Mandailles aus dem 11. Jahrhundert
- Schloss Vennac

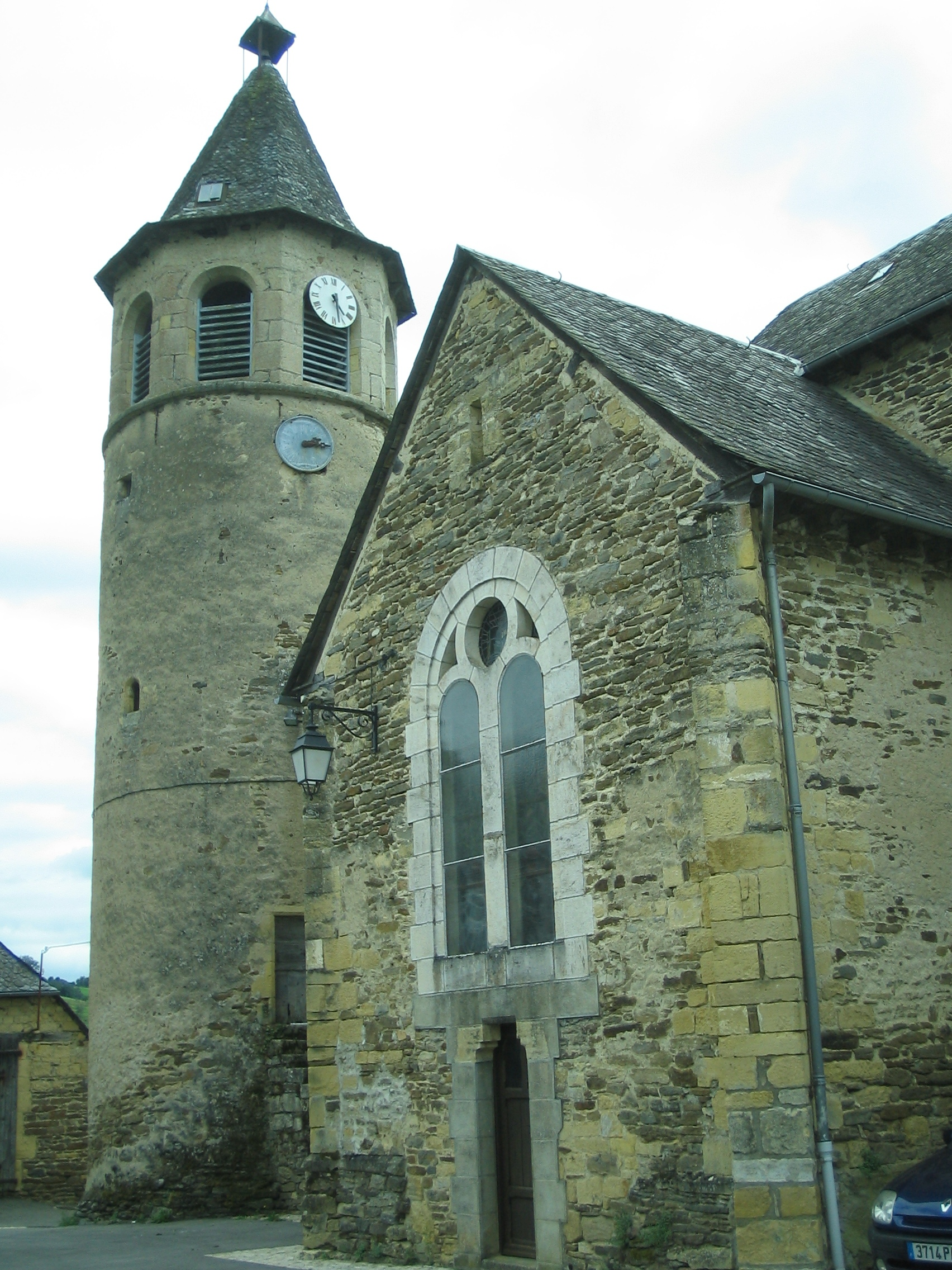
Kirche Saint-Pierre
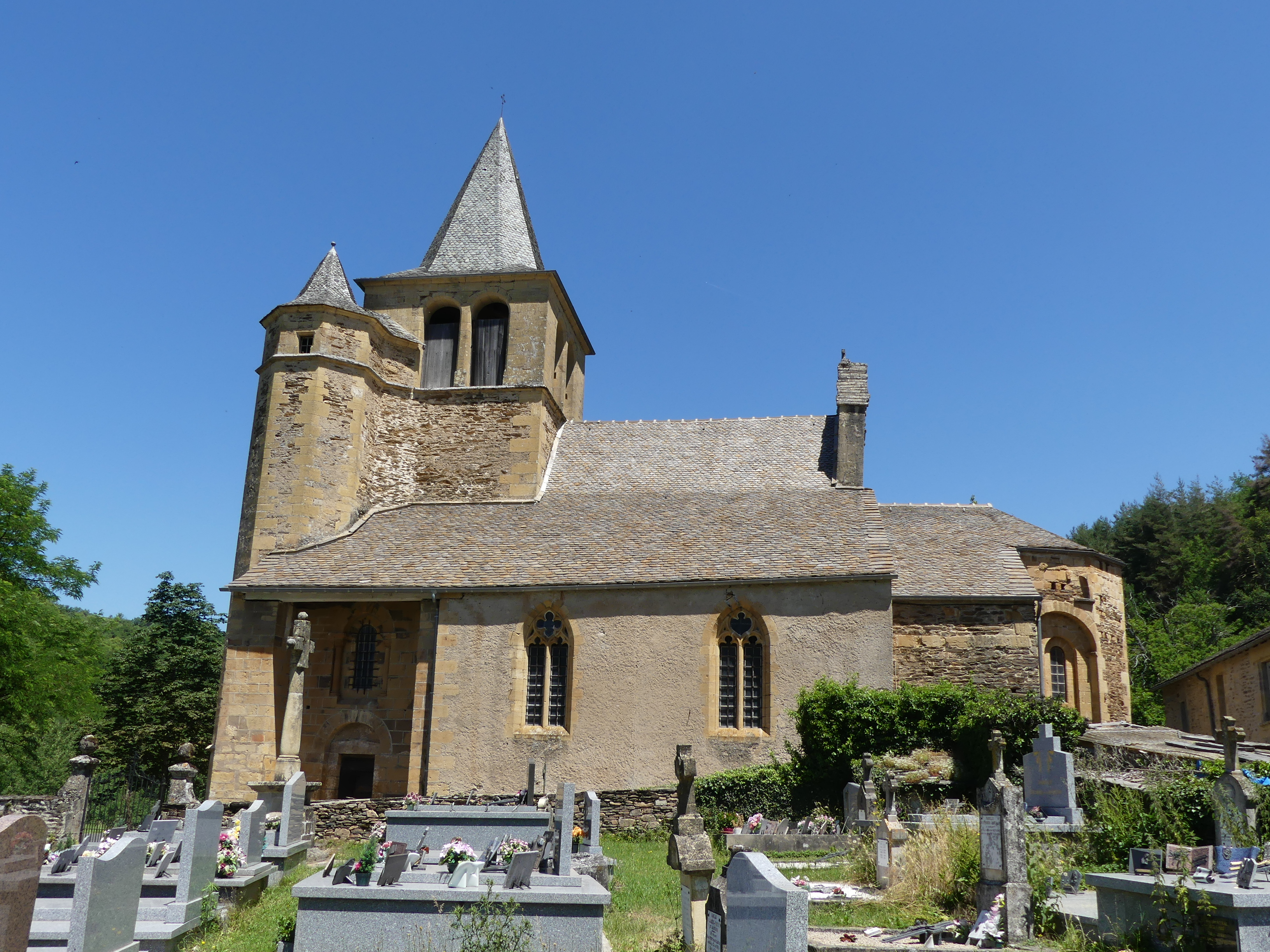
Kirche Saint-Julien
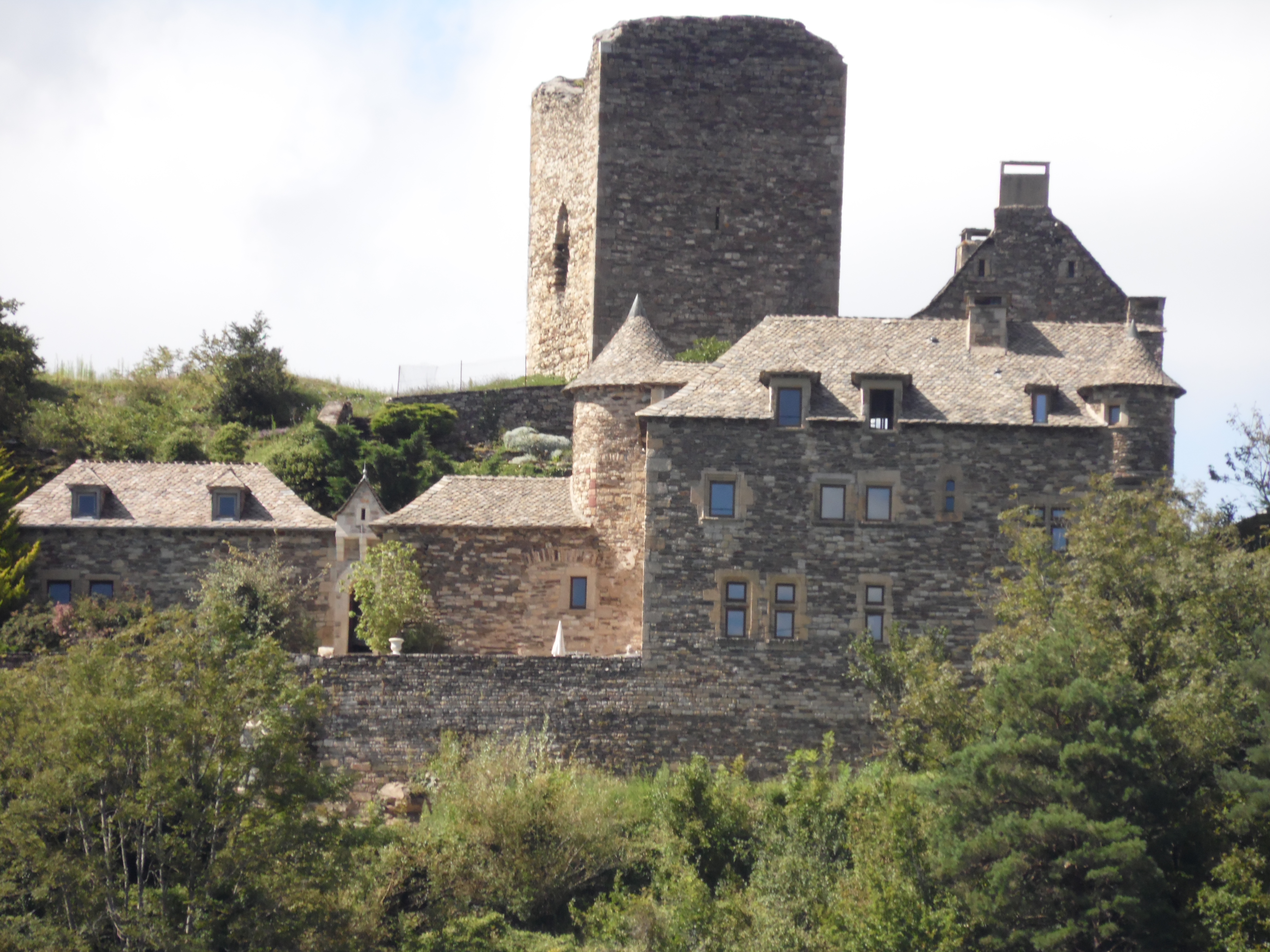
Burg Mandailles
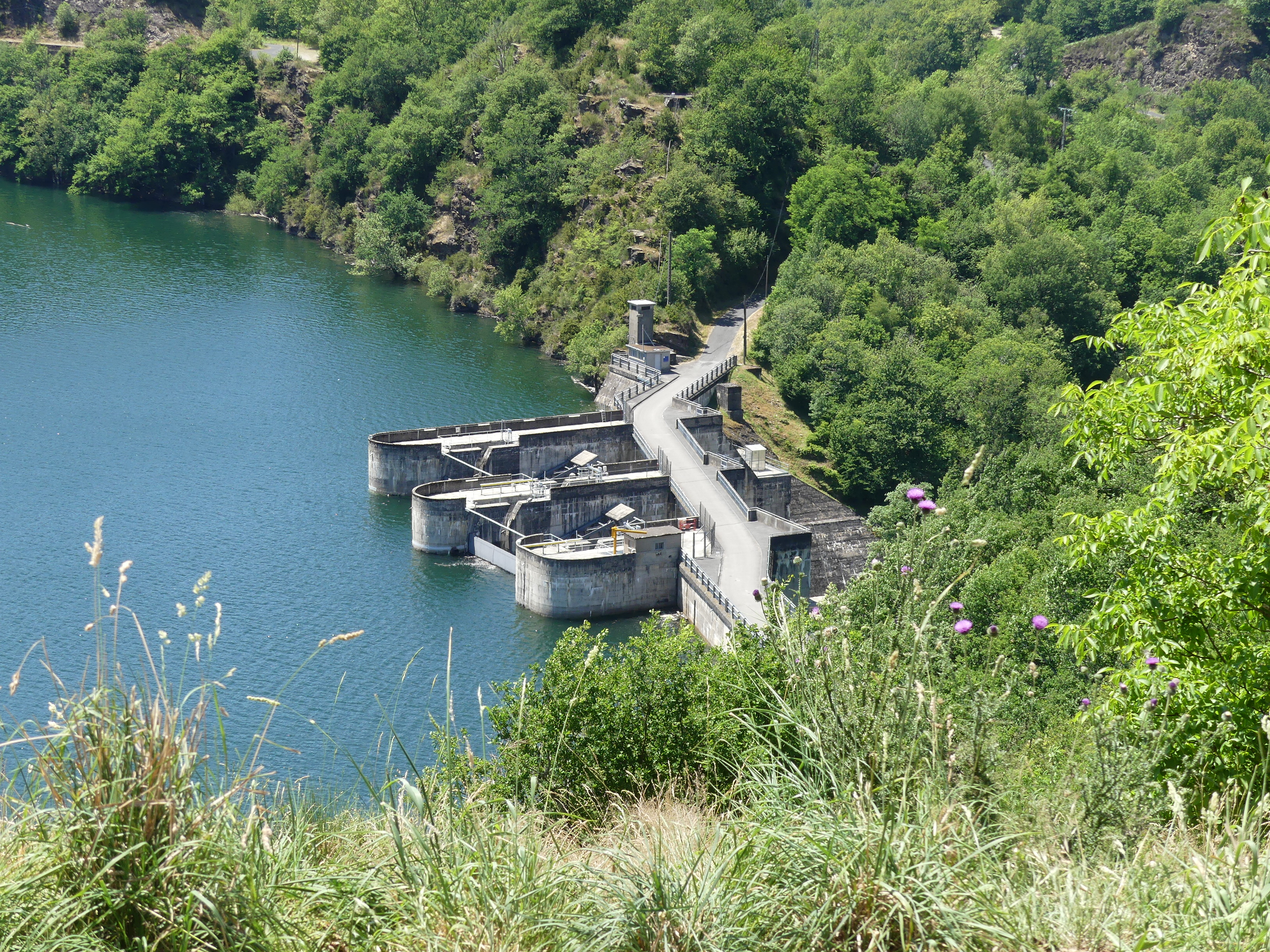
Talsperre Castelnau